# 17190 Retopezzoli
17190 Retopezzoli este un asteroid din centura principală de asteroizi.

## Descriere
17190 Retopezzoli este un asteroid din centura principală de asteroizi. A fost descoperit pe 28 noiembrie 1999 la Gnosca de Stefano Sposetti. Asteroidul prezintă o orbită caracterizată de o semiaxă mare de 2,59 ua, o excentricitate de 0,09 și o înclinație de 6,3° în raport cu ecliptica.